# Бангладеш на літніх Олімпійських іграх 1996
Бангладеш брав участь у Літніх Олімпійських іграх 1996 року в Атланті (США) вчетверте за свою їсторію. Країну представляли 4 особи, 3 чоловіки і 1 жінка. Жодної медалі не завоювали.